# Benedikt M. Kessler
Benedikt Kessler es un investigador y académico suizo. Es profesor de bioquímica y espectrometría de masas en el Target Discovery Institute de la Universidad de Oxford.
La investigación de Kessler se ha centrado en la biología  de la ubiquitina y la proteasa . Parte de su trabajo se ha ocupado de definir las firmas moleculares en los procesos de enfermedades humanas y acelerar el descubrimiento de objetivos en la investigación traslacional. Posee una patente.
Kessler es miembro de la Sociedad Británica de Espectrometría de Masas, la Sociedad Británica de Biología Celular y la Asociación Estadounidense para la Investigación del Cáncer.

## Educación
Kessler se licenció en Bioquímica por la Escuela Politécnica Federal de Suiza en 1992. A continuación se incorporó al Instituto Ludwig de Investigación Oncológica, donde se doctoró en Inmunología. Completó su formación posdoctoral en la Facultad de Medicina de Harvard, en el laboratorio de Hidde Ploegh, donde estudió el papel de la proteólisis en el procesamiento y la presentación de antígenos.

## Carrera profesional
En 2001, Kessler se incorporó a la Facultad de Medicina de Harvard como instructor de Patología. Dejó Harvard en 2004 y se trasladó al Reino Unido, donde se incorporó a la Universidad de Oxford como Jefe de Grupo de Investigación. Más tarde comenzó a enseñar en la Universidad de Oxford, convirtiéndose en Profesor Titular de Bioquímica y Espectrometría de Masas en Ciencias de la Vida en 2014.
Kessler formó parte de DUB Alliance, un grupo que trabaja para desarrollar nuevos fármacos contra las enzimas desubiquitilantes (DUB). Actualmente es miembro de Innovative Technology Enabling Network (ITEN), un consorcio científico que explora los DUB como dianas contra el cáncer coordinado por Pfizer .

### Investigación y trabajo
Kessler lleva estudiando los antígenos de clase I del complejo mayor de histocompatibilidad (CMH) mediante análisis basados en HPLC desde 1993 y enfoques basados en espectrometría de masas para estudiar la vía ubiquitina-proteasoma desde 2000. En 2005, creó su propio grupo en el Departamento de Medicina Nuffield (NDM) de la Universidad de Oxford, centrado en la biología de la ubiquitina y la proteasa, la espectrometría de masas biológica y la proteómica. Kessler trasladó su laboratorio al Target Discovery Institute (TDI) en 2013.
Kessler ha contribuido a explicar la acción de nuevos fármacos clínicos ( Velcade, Carfilzomib, Kyprolis) para el tratamiento de pacientes con mieloma múltiple, y al descubrimiento de dianas cancerosas potencialmente explotables clínicamente dentro del sistema de la ubiquitina, en particular enzimas desubiquitilantes ( DUB). El grupo de Kessler también ayudó a descubrir firmas moleculares asociadas a un panel de enfermedades humanas a través de estudios de proteómica clínica.
El laboratorio Kessler desarrolla actualmente métodos de quimioproteómica para perfilar las enzimas de procesamiento de ubiquitina activas, en particular las enzimas deubiquitiladoras (DUB) y el ubiquitoma dinámico. Se desarrollaron sondas dirigidas al sitio activo basadas en ubiquitina que permitieron perfilar el contenido celular activo de la familia de enzimas DUB. Este enfoque también se utilizó para demostrar la participación de la otubaína 1 ( OTUB1 ) en la infección y el cáncer de próstata, el papel de USP4 y USP47 en los mecanismos de reparación del ADN y USP18 en inmuno -oncología. En particular, el trabajo de Kessler contribuyó a la caracterización de los inhibidores DUB de molécula pequeña como nuevos agentes terapéuticos potenciales contra USP30 en la enfermedad de Parkinson, USP28 en el carcinoma escamoso de pulmón y USP7 en el mieloma múltiple.

## Premios y honores
- Premio de Investigación Cesar Roux de la Facultad de Medicina, Universidad de Lausana
- Beca a largo plazo de Human Frontier Science Program Organization
- Beca postdoctoral de la Fundación de Investigación Roche
- Destinatario de un premio de investigación sénior de la Fundación de Investigación del Mieloma Múltiple (MMRF)
- Miembro de la Sociedad Británica de Espectrometría de Masas y de la Sociedad Británica de Biología Celular
- Miembro de la Asociación Americana para la Investigación del Cáncer (AACR)
- Miembro de la sección de estudio de los NIH en 2003 y 2004: guerra biológica y enfermedades infecciosas
- Premio VIP Wellcome Trust 2005
- Premio MRC Nuevo Investigador 2006-2009

## Publicaciones seleccionadas
- Hemelaar, J., Galardy, PJ, Borodovsky, A., Kessler, BM, Ploegh, HL y Ovaa, H. (2004). Proteómica funcional basada en química: herramientas de perfilado de actividad basadas en mecanismos para ubiquitina y proteasas específicas similares a ubiquitina. . Revista de investigación del proteoma, 3(2), 268-276.
- Altun, M., Galardy, PJ, Shringarpure, R., Hideshima, T., LeBlanc, R., Anderson, KC, . . . Kessler, BM (2005). Efectos de PS-341 sobre la actividad y composición de proteosomas en células de mieloma múltiple. . Investigación del cáncer, 65(17), 7896-7901.
- Edelmann, MJ, Kramer, HB, Altun, M. y Kessler, BM (2010). La modificación postraduccional de la enzima deubiquitinante otubaína 1 modula los niveles activos de RhoA y la susceptibilidad a la invasión de Yersinia. . La revista FEBS, 277(11), 2515-2530.
- Kramer, HB, Simmons, A., Gasper-Smith, N., Borrow, P., Lavender, KJ, Qin, L., . . . Haynes, BF (2010). La elevación de fragmentos intactos y proteolíticos de proteínas de fase aguda constituye la respuesta antiviral sistémica más temprana en la infección por VIH-1. . PLoS Pathog, 6(5).
- Parsons, JL, Dianova, II, Khoronenkova, SV, Edelmann, MJ, Kessler, BM y Dianov, GL (2011). USP47 es una enzima desubiquitilante que regula la reparación por escisión de bases mediante el control de los niveles de ADN polimerasa β en estado estacionario. . Célula molecular, 41(5), 609-615.
- Altun, M., Kramer, HB, Willems, LI, McDermott, JL, Leach, CA, Goldenberg, SJ, . . . Kogan, E. (2011). La proteómica química basada en la actividad acelera el desarrollo de inhibidores para las enzimas desubiquitilantes. . Química y biología, 18(11), 1401-1412.
- Chauhan, D., Tian, Z., Nicholson, B., Kumar, KGS, Zhou, B., Carrasco, R., . . . Kodrasov, parlamentario (2012). Un inhibidor de molécula pequeña de la proteasa-7 específica de ubiquitina induce la apoptosis en células de mieloma múltiple y supera la resistencia a bortezomib. . Célula cancerosa, 22(3), 345-358.
- Konietnzy, R., Wijnhoven, P., Blackford, AN, Kessler, B., Travers, J., Nishi, R. y Jackson, SP (2015). La autodesubiquitilación de USP4 promueve la recombinación homóloga. Célula Molecular, 60(3), 362-373.
- Iglesias-Gato, D., Chuan, Y.-C., Jiang, N., Svensson, C., Bao, J., Shang, Z., . . . Flores-Morales, A. (2015). Fe de erratas: la enzima desubiquitinante OTUB1 promueve la invasión de células de cáncer de próstata in vitro y la tumorigénesis in vivo. . Cáncer molecular, 14, 88.
- Huang, H., van Dullemen, L., Akhtar, M., Lo Faro, ML, Yu, Z., Valli, A., . . . Kessler, B. (2018). La proteometabolómica revela la compensación entre los riñones contralaterales isquémicos y no lesionados después de la reperfusión. Informes científicos, 8.
- Salah, E., Zhang, P., Charles, P., Mathea, S., Damianou, A., Fischer, R., . . . Scott, H. (2019). Panorama completo de enzimas desubiquitinantes activas perfiladas por quimioproteómica avanzada. Fronteras en Química, 7.